# Bound for Glory (2010)
Bound for Glory fue la sexta edición de Bound for Glory, un evento pago por visión de lucha libre profesional producido por la Total Nonstop Action Wrestling. Tuvo lugar el 10 de octubre de 2010 desde el Ocean Center en Daytona Beach, Florida.

## Argumento
Debido a que Abyss lesionó a Rob Van Dam (Kayfabe), tuvieron que dejar el Campeonato Mundial Peso Pesado de la TNA vacante y organizaron un torneo entre 8 luchadores para ganarlo. El 19 de agosto, en Impact, Jeff Hardy derrotó a Rob Terry, Mr. Anderson a Jay Lethal, Kurt Angle a Douglas Williams y D'Angelo Dinero a Matt Morgan. La semifinales se celebraron en TNA No Surrender, donde Hardy y Angle quedaron empate y Anderson derrotó a Dinero. Debido al empate, el 16 de septiembre se celebró otro combate entre Angle y Hardy, el cual volvió a quedar empate, por lo que se dictaminó un combate entre los tres en Bound for Glory.
Durante meses, Abyss causó el caos en TNA, diciendo que un grupo secreto conocido como "Ellos" le encomendaban misiones y estaban a punto de revelar su identidad. Durante la celebración el 12 de agosto de The Whole F*n Show, Abyss atacó a Rob Van Dam después de una lucha contra él, causándole una lesión (Kayfabe) que le obligó a retirarse durante un mes. Van Dam hizo su regreso a la TNA el 23 de septiembre, pactando una lucha con Abyss en Bound for Glory.
El evento Hardcore Justice fue celebrado como un tributo a la antigua promoción Extreme Championship Wrestling (ECW), contactando con varios luchadores. El 12 de agosto se hizo una celebración con los miembros de la ECW, pero todos fueron atacados por el stable Fortune (A.J. Styles, Kazarian, James Storm, Robert Roode, Matt Morgan & Douglas Williams). A causa de esto, ambas facciones empezaron un feudo. En No Surrender, Williams derrotó a Sabu y Styles a Tommy Dreamer.

## Resultados
- The Motor City Machine Guns (Chris Sabin & Alex Shelley) derrotaron a Generation Me (Jeremy & Max Buck) reteniendo el Campeonato Mundial en Parejas de la TNA
  - Shelley cubrió a Max después de un "Border City Strech"
- Tara derrotó a Angelina Love (c), Velvet Sky y Madison Rayne con Mickie James como árbitro especial, ganando el Campeonato Femenino de la TNA
  - Tara cubrió a Sky con un "Roll-Up"
  - Después de la lucha, James atacó a Rayne
- Ink Inc. (Shannon Moore & Jesse Neal) derrotaron a Eric Young & Orlando Jordan
  - Moore cubrió a Jordan después de un "Samoan Drop/Halo combination"
- Jay Lethal derrotó a Douglas Williams reteniendo el Campeonato de la División X de la TNA
  - Lethal cubrió a Williams con un "Roll-Up"
  - Después de la lucha, Robbie E atacó a Lethal
- Rob Van Dam derrotó a Abyss en un Monster's Ball match
  - Van Dam cubrió a Abyss después de un "Five-Star Frog Splash"
- Sting, Kevin Nash & D'Angelo Dinero derrotaron a Samoa Joe & Jeff Jarrett
  - Nash cubrió a Joe después de un "Jacknife"
  - Durante la lucha, Jarrett abandonó a Joe, cambiando a heel
- EV 2.0 (Tommy Dreamer, Rhino, Sabu, Raven & Stevie Richards)(con Mick Foley) derrotaron a Fortune (A.J. Styles, Robert Roode, Matt Morgan, James Storm & Kazarian)(con Ric Flair) en un Lethal Lockdown match
  - Dreamer cubrió a Styles después de un "Dreamer Driver" desde la segunda cuerda contra una silla de acero.
- Jeff Hardy derrotó a Mr. Anderson y Kurt Angle ganando el Campeonato Mundial Peso Pesado de la TNA
  - Hardy cubrió a Anderson después de un "Twist of Fate"
  - Durante la lucha, Hulk Hogan y Eric Bischoff intervinieron en la lucha a favor de Hardy
  - Durante la lucha, Hardy atacó a Angle y a Anderson con una muleta, cambiando a heel
  - Después de la lucha, Abyss y Jarrett celebraron junto a Hogan, Bischoff y Hardy
  - Después de la lucha, Hardy atacó a Rob Van Dam